# Ferulago angulata
Ferulago angulata är en flockblommig växtart som först beskrevs av Diederich Franz Leonhard von Schlechtendal, och fick sitt nu gällande namn av Pierre Edmond Boissier. Ferulago angulata ingår i släktet Ferulago och familjen flockblommiga växter. Utöver nominatformen finns också underarten F. a. carduchorum.